# Swordfishtrombones
Az 1983-as Swordfishtrombones Tom Waits nagylemeze, az első, amelynek egyedüli producere is volt. Az előző albumoktól eltérően szakít a zongora és vonós kísérettel, és szokatlan hangszerelést állít a helyébe.
A Billboard 200 listán a 164. helyig jutott. 1989-ben a Spin magazin minden idők 2. legjobb albumának nevezte. 2006-ban a Q magazin a 36. helyre rakta a 80-as évek 40 legjobb albuma listán. Szerepel az 1001 lemez, amit hallanod kell, mielőtt meghalsz című könyvben.

## Az album dalai
| 1. | Underground                       | Tom Waits | 1:58 |
| 2. | Shore Leave                       | Waits     | 4:12 |
| 3. | Dave the Butcher (instrumentális) | Waits     | 2:15 |
| 4. | Johnsburg, Illinois               | Waits     | 1:30 |
| 5. | 16 Shells from a Thirty-Ought Six | Waits     | 4:30 |
| 6. | Town with No Cheer                | Waits     | 4:22 |
| 7. | In the Neighborhood               | Waits     | 3:04 |

| 1. | Just Another Sucker on the Vine (instrumentális) | Waits | 1:42 |
| 2. | Frank's Wild Years                               | Waits | 1:50 |
| 3. | Swordfishtrombone                                | Waits | 3:00 |
| 4. | Down, Down, Down                                 | Waits | 2:10 |
| 5. | Soldier's Things                                 | Waits | 3:15 |
| 6. | Gin Soaked Boy                                   | Waits | 2:20 |
| 7. | Trouble's Braids                                 | Waits | 1:18 |
| 8. | Rainbirds (instrumentális)                       | Waits | 3:05 |

A dalokat Frances Thumm hangszerelte, Tim Boyle és Biff Dawes rögzítette, Biff Dawes keverte.

## Közreműködők
- Tom Waits – ének (1, 2, 4, 5–7, 9–14), szék (2), Hammond B-3 orgona (3), zongora (4, 15), harmónium (6, 8), szintetizátor (6), Freedom Bell (6)
- Victor Feldman – basszus marimba (1, 2), marimba (2,10), shaker (2), basszusdob rizzsel (2), basszus boo bam (3), fékdob (5), harangdarab (5), pörgő (5, 11), Hammond B-3 orgon (7), pörgődob (7), harangok (7), konga (10), basszusdob (10), dabuki (10), csörgődob (11), afrikai beszélő dob (14)
- Larry Taylor – akusztikus basszusgitár (1, 2, 5, 7, 9, 11, 13, 14), elektromos basszusgitár (10)
- Randy Aldcroft – baritonkürt (1, 7), harsona (2)
- Stephen Taylor Arvizu Hodges – dob (1, 2, 5, 11, 13), parádédob (7), cintányérok (7), parádé basszusdobok (14), üvegharmonika (15)
- Fred Tackett – elektromos gitár (1, 5, 13), bendzsó (2)
- Francis Thumm – fém aunglongs (2), üvegharmonika (15)
- Greg Cohen – basszusgitár (4), akusztikus basszusgitár (10, 12, 15)
- Joe Romano – harsona (5), trombita (8)
- Anthony Clark Stewart – duda (6)
- Clark Spangler – szintetizátor programozása (6)
- Bill Reichenbach – harsona (7)
- Dick (Slyde) Hyde – harsona (7)
- Ronnie Barron – hammond orgona (9)
- Eric Bikales – orgona (11)
- Carlos Guitarlos – elektromos gitár (11)
- Richard Gibbs – üvegharmonika (15)

## Fordítás
Ez a szócikk részben vagy egészben a Swordfishtrombones című angol Wikipédia-szócikk ezen változatának fordításán alapul.  Az eredeti cikk szerkesztőit annak laptörténete sorolja fel. Ez a jelzés csupán a megfogalmazás eredetét és a szerzői jogokat jelzi, nem szolgál a cikkben szereplő információk forrásmegjelöléseként.